# François Loeb

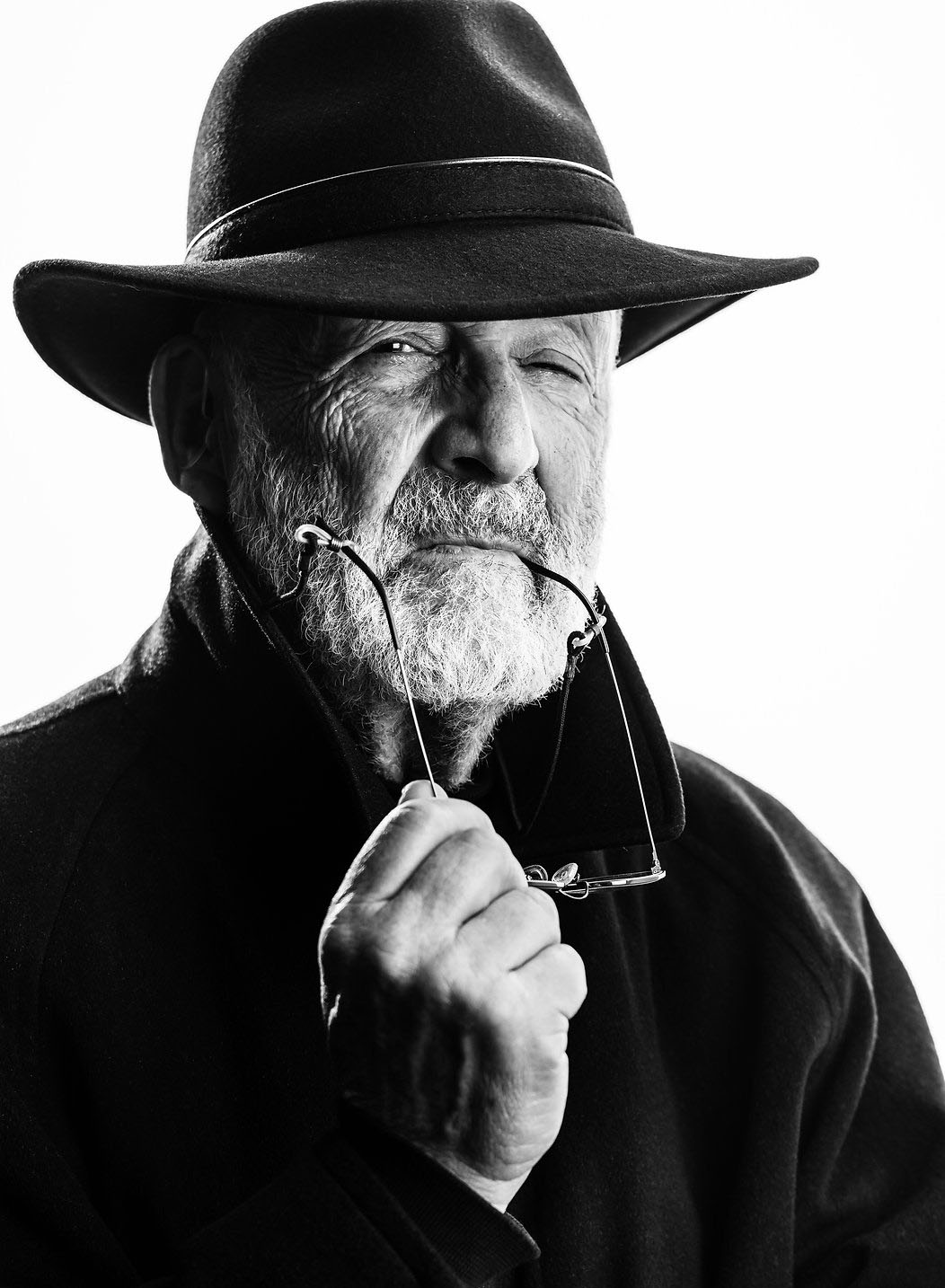
François Loeb (2016)

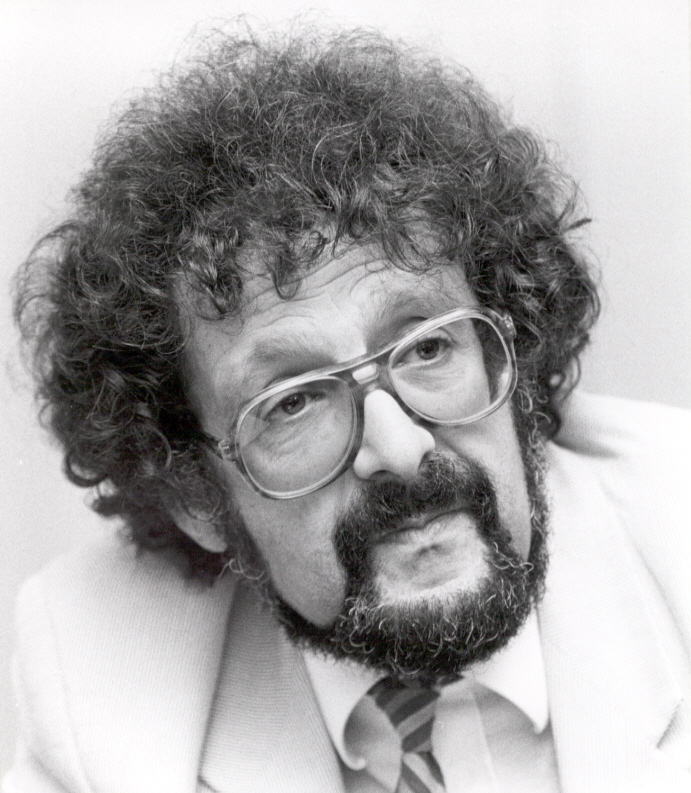
François Loeb (1991)

François Loeb (* 9. Dezember 1940 in Bern; heimatberechtigt in Baden und Bern) ist ein Schweizer Unternehmer, Politiker (FDP) und Schriftsteller.

## Leben
François Loeb ist 1940 in Bern geboren, wo er auch aufwuchs, und hat 1965 an der Universität St. Gallen mit einem Diplom in Wirtschaftswissenschaften abgeschlossen. Danach war er in verschiedenen Unternehmen in Kanada und in der Schweiz tätig. Von 1975 bis 2005 führte er das von seinem Urgrossvater 1881 gegründete Berner Warenhaus Loeb.
Neben seiner Wirtschaftstätigkeit war Loeb politisch aktiv: Von 1976 bis 1982 gehörte er dem Grossen Gemeinderat von Muri bei Bern an, von 1982 bis 1987 war er Mitglied des Grossen Rates des Kantons Bern und von 1987 bis 1999 schliesslich des Nationalrats.
Unter dem Pseudonym «Bruno A. Nauser» publizierte er in der Wochenendausgabe der NZZ regelmässig sogenannte Fast-Read-Romane, die dann 1994 als Buch erschienen sind. Unter seinem richtigen Namen hat er seither vier weitere Erzählbände veröffentlicht.
Loeb ist verheiratet, hat zwei Kinder und lebt heute im Schwarzwald.

## Werke
- Wegwerfwelten. Fast-Read-Romane. Benteli, Wabern 1984, ISBN 3-7165-0966-3 (als Bruno A. Nauser).
- Geschichten die der Zirkus schrieb. 24 Geschichten. Beiträge von Rolf Knie. Illustriert von Ted Scapa, Benteli, Bern 2007, ISBN 978-3-7165-1481-8.
- Grand: Opern Musik: Andreas Pflüger. Uraufführung: 20. Juni 2004 in Opava
- Geschichten die der Bahnhof schrieb. 24 Geschichten. Benteli, Bern 2008, ISBN 978-3-7165-1492-4.
- Geschichten die der Fussball schrieb. 36 Geschichten aus rundem Leder. Benteli, Bern 2008, ISBN 978-3-7165-1543-3.
- Grossvatergeschichten. Prospero, Münster 2009, ISBN 978-3-941688-01-8.
- Irrwege des Glücks. Prospero, Münster 2010, ISBN 978-3-941688-11-7.
- Das Bärakel von Bern (mit Ted Scapa und Norbert Schmidt). Bärenpark Bern, Bern 2010.
- Ling-Ling der Schmetterling (mit Irene Naef). Bern 2011; Cornelius, Halle 2012, ISBN 978-3-86237-679-7.
- Der Organist von San Marco und weitere venezianische Geschichten. Prospero, Münster 2011, ISBN 978-3-941688-19-3.
- Parlamentsgeschichten. Stämpfli, Bern 2011, ISBN 978-3-7272-1144-7.
- Runde Geschichten um eckige Pannen. Stämpfli, Bern 2012, ISBN 978-3-7272-1153-9.
- Lea und Siegfried. Erzählung. Allitera, München 2012, ISBN 978-3-86906-466-6.
- Sternenzimmer und andere Hotelgeschichten. Allitera, München 2013, ISBN 978-3-86906-584-7.
- Happy Birthday Babyboomers!. Allitera, München 2014, ISBN 978-3-86906-672-1.
- Buchhandlung zum goldenen Buchstaben. Allitera, München 2015, ISBN 978-3-86906-762-9.
- Shangalu die Wanderameise (mit Illustrationen von Sabina Hofkunst). Allitera, München 2015, ISBN 978-3-86906-785-8.
- Tram Augenkitzel für Pendler. Somedia, Glarus 2016, ISBN 978-3-906064-67-3.
- T-RUMP-EL-PFAD. Tredition, Hamburg 2017, ISBN 978-3-7345-9970-5.
- Zeitweichen. Allitera, München 2017, ISBN 978-3-86906-927-2.
- Geschichten, die das Verkehrshaus schrieb. Brunner Medien, Kriens 2017, ISBN 978-3-03727-075-2.
- Clochard Geschichten. Unter den Brücken von Paris. Independently published, Freiburg im Breisgau 2017, ISBN 978-1-5220-3548-0
- TAXI-TAXI. Independently published, Freiburg im Breisgau 2017, ISBN 978-1-5495-2329-8.
- Guide Schischelin. Independently published, Freiburg im Breisgau 2017, ISBN 978-1-5217-5082-7.
- Haarsträubende Geschichten. Dem Leben abgeschnippelt. Independently published, Freiburg im Breisgau 2017, ISBN 978-1-5220-6569-2.
- Klein-Anzeigen. Independently published, Freiburg im Breisgau 2017, ISBN 978-1-5497-7408-9.
- Das Duodez Duell. Oder der weiße Faden. Independently published, Freiburg im Breisgau 2017, ISBN 978-1-5497-6389-2.
- Sternblumenfelder. Independently published, Freiburg im Breisgau 2017, ISBN 978-1-5218-1342-3.
- Das kleine ABC in Dur & Moll. Wie das Leben uns so mitspielt, obwohl es nicht immer soll. Independently published, Freiburg im Breisgau 2017, ISBN 978-1-5220-2913-7.
- Nachtseite. Independently published, Freiburg im Breisgau 2017, ISBN 978-1-973195-29-0.
- Geschichten, die das Verkehrshaus schrieb. Rex, Luzern 2018, ISBN 978-3-03727-075-2.
- Dreisatzromane. In 3 Sätzen auf den Punkt gebracht. Independently published, Freiburg im Breisgau 2018, ISBN 978-1-983114-88-5.
- La Bastide. Eine Provenzialische Miniatur. Independently published, Freiburg im Breisgau 2018, ISBN 978-1-983018-68-8.
- Erinnerungen an Friedrich Dürrenmatt. Centre Dürrenmatt, Neuenburg 2019, ISBN 978-2-9701282-1-2.
- Morgengedichte. Independently published, Freiburg im Breisgau 2020, ISBN 978-1-973195-29-0.
- Museum ohne Grenzen. Schätze der Region entdecken – Band 1: Deutschland. Herder, Freiburg im Breisgau 2021, ISBN 978-3-451-38853-8.
- Museum ohne Grenzen. Schätze der Region entdecken – Band 2: Frankreich. Herder, Freiburg im Breisgau 2021, ISBN 978-3-451-38854-5.
- Museum ohne Grenzen. Schätze der Region entdecken – Band 3: Schweiz. Herder, Freiburg im Breisgau 2021, ISBN 978-3-451-38855-2.
- Geschichten, die das Landesmuseum schrieb. Friedrich Reinhardt, Basel 2021, ISBN 978-3-7245-2478-6.